# Langxi
Der Kreis Langxi (chinesisch 郎溪县, Pinyin Lángxī Xiàn) ist ein Kreis der bezirksfreien Stadt Xuancheng der chinesischen Provinz Anhui. Er hat eine Fläche von 1.101 km² und zählt 335.000 Einwohner (Stand: Ende 2018). Sein Hauptort ist die Großgemeinde Jianping 建平镇.

## Administrative Gliederung
Auf Gemeindeebene setzt sich der Kreis aus acht Großgemeinden und vier Gemeinden zusammen. 